# Antonio de Saldanha
Pour les articles homonymes, voir Saldanha (homonymie).
Antonio de Saldanha est un navigateur et explorateur portugais du XVIe siècle.

## Biographie
Originaire de Castille d'après Gaspar Correia et Fernão Lopes de Castanheda, il apparaît dès 1497 à la cour de Marie d'Aragon.
Il devient en 1503 pilote d'un des trois navires d'une flottille portugaise devant apporter son soutien à celle d'Albuquerque à Cochin. Pris dans une tempête, il doit se réfugier à Table Bay, sur le site de l'actuelle ville du Cap. Il est ainsi le premier européen à y débarquer.
Il fait alors l'ascension de Cape Point et donne son nom à la baie. Puis, il décide de reprendre la route des Indes et rejoint un des autres navires à Mombassa. Il prend ensuite la direction de la mer Rouge et hiverne au cap Gardafui où il capture plusieurs navires arabes.
En 1504, il répare son navire dans l'île d'Anjediva puis s'intègre à la flotte de Lopo Soares de Albergaria (en).
Rentré à Lisbonne en 1506, il participe la même année à une expédition à Tristan da Cunha puis devient en 1509 Gouverneur de Sofala au Mozambique, poste qu'il occupe jusqu'en 1512.
En 1535, il participe à l'expédition de Charles V contre Tunis.